# Orthophytum atalaiense
Orthophytum atalaiense är en gräsväxtart som beskrevs av José A. Siqueira Filho och Elton Martinez Carvalho Leme. Orthophytum atalaiense ingår i släktet Orthophytum och familjen Bromeliaceae. Inga underarter finns listade i Catalogue of Life.